# Pere Aubert i Port
Pere Aubert i Port (Olot, 1 de setembre del 1879 - Olot, 10 d'octubre del 1951) va ser un impressor, escriptor, músic i compositor català.

## Biografia
Encetà la formació musical amb Joan Casanova i Bartrolí, i amplià estudis dedicant-se a la trompeta. Als onze anys ja formava part de la cobla infantil Els Petits d'Olot i, en fer el servei militar a Girona (1899-1901), tocà en diversos conjunts locals, com l'Art Gironí.
A l'any 1904 es traslladà a viure a Camprodon, on establí una impremta pròpia alhora que coeditava -amb Eduard Guillot- el setmanari La Frontera de Camprodon. Aquell mateix any la publicació es convertí en La Font Nova, una revista que subsistiria fins al 1912, i en aquest període Pere Aubert hi col·laborà amb escrits diversos (El dia d'ànimes, 4.11.1906; Nadalesca, 29.12.1907; Quinto,14.4.1908; Triomf, 9.8.1908...) En paral·lel feu teatre d'aficionats i tocà la trompeta a la cobla Camprodon (entre 1904 i 1909), a més de reforçar diverses formacions. El 1912 establí la impremta a Olot, i hi encetà la publicació d'una nova revista, Vitalitat; al cap de poc temps, la impremta es consolidà, i amb el temps esdevindria la que més publicacions locals estampà. A la capital de la Garrotxa, Aubert hi continuà fent d'actor aficionat i d'instrumentista de trompeta i cornetí de la Banda Municipal (on hom el ressenya els anys 1921, 1925) i de la cobla La Principal Olotina -del 1934 endavant, La Principal d'Olot- (hi tocava els anys 1926 fins al 1933 pel cap baix).
Com a creador, i ultra les moltes contribucions a la premsa periòdica local, Pere Aubert publicà alguns llibres. També fou compositor, fonamentalment de sardanes (se n'hi atribueixen 46, onze de les quals revesses), encara que també va ser autor de la música de les danses de les figures folklòriques de l'Àliga de Sant Ferriol, i del Pollastre, de les olotines barriades de Sant Ferriol i del Carme, respectivament. Olot el distingí el 1973 atorgant el seu nom a un carrer de la ciutat.
La impremta Aubert edità durant el segle xx, des del 1912, una cinquantena de revistes i centenars d'obres. La seu de l'empresa romangué a Olot fins al 2000, quan es traslladà a Sant Joan les Fonts. Després del fundador, a partir del 1951 tingué cura de l'empresa el seu fill Joan Aubert i Nadal i, en jubilar-se aquest, la dirigí la seva filla Marta.

## Obres literàries
- Miranda, Joseph; Aubert, Pere. L'allotjament. Juguet cómich en un acte y en prosa.  Camprodon: Establiment Tipográfich de P. Aubert, 1905.[Enllaç no actiu]
- Nadalesch. Monóleg en prosa. Estreno 25 Desembre 1907, Camprodón, Teatro Casino.  Camprodón: Imp. P. Aubert, [1907].
- Petites coses. Copia dels treballs d'en Pere Aubert publicats en La Font Nova de Camprodón.  Olot: impr. de Pere Aubert, 1916.
- Fulls d'àlbum.  Olot: Aubert, impressor, 1924.[9]
- Virosta, tontada en un acte.  Olot: Aubert, s.a.
- Fiebre de amor, zarzuela en dos actos, 193.?.
- El nen misteriós [conte de la nit de Nadal].  Olot: Aubert impressor, 1950.

### Obres per a l'escena
- Teatre: L'allotjament, amb Josep Miranda (1905); El cavaller de la creu; Epíleg; Nadalesch (1907)
- Sortir amb la seva, sarsuela amb lletra d'Antoni Martí i música de Pere Aubert
- Amb lletra i música de Pere Aubert: Pel·lícula de barri (1937); Corbs maleïts (1938); Virosta, sarsuela; Fiebre de amor; Película viviente (1944), sarsuela

## Obres musicals
- Ball de l'Àliga de Sant Ferriol (1949)[10]
- Ball del Pollastre Vídeo[11]

### Sardanes
selecció
- Així són els nostres cants (1951)
- Al firal hi han sardanes[disc 2]
- Antonieta (1948)
- L'aplec de Puigpardines (1949)
- Camí de Sant Roc (1951)
- Els cants de 1879 (1922)
- D'ací i d'allà (1948)
- Gentil pomellista (1922)
- Joan Fageda (1948)
- La Maria de Ripoll
- La ventafocs (1922)
- Sardanes revesses: Ai Elvira que m'enganyes!; Antipàtica; Benigna; La cançó enfadosa; Cara o creu (1946); Catorze de desembre; La Cau (1950); Compta i calla; Dia núvol (1948); L'enredaire; El gat i la rata; No la trobaràs; Pepa, m'enganyaràs?; Ramon, quants tirarà?; Sardanistes que la balleu, cerqueu (1947); Sense respirar; Siguem-hi tots; Tartamuda; Toca ferro (1948); La veïna xafardera; El vint-i-vuit de desembre (1949); La xerraire;

### Enregistraments
1. ↑  La Principal d'Olot. Sardanes d'en Pere Aubert.  Barcelona: Audiovisuals de Sarrià, 2007. Comprèn les sardanes D'ací i d'allà; La Maria de Ripoll; En el banc del teu jardí; Puja, puja Margarida; La petita Berta; La Garrotxa; Berta; Record de Badalona; La Cot; La cançó dels avis del barri; A l'aplec; Joan Fageda; Dos ocellets; L'estanquera guapa; Al firal hi han sardanes; Així són els nostres cants; L'aplec de Puigpardines; Camí de la Déu; Sant Ferriol; Antonieta; La sardana de Corpus; El noi de Bufado; Matí de Sant Pere; La diada del meu sant; Mariona volguda
2. ↑  La Principal d'Olot. «Al firal hi han sardanes». A: Olot 100 anys de cobla.  Barcelona: Albert Moraleda, 1998.